# Darlinghurst, New South Wales
Darlinghurst este o suburbie în Sydney, Australia.

## Personalități născute aici
- Anthony Albanese (n. 1963), politician, fost premier al Australiei;
- Azteca (n. 1997), cântăreț român.